# Vladimir Palej

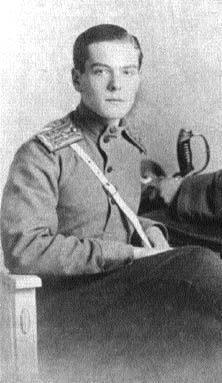
Vladimir Pavlovitsj Palej

Vladimir Pavlovitsj Palej  (Russisch: Владимир Павлович Палей) (Sint-Petersburg, 9 januari 1897 – Alapajevsk, 18 juli 1918) was de enige zoon van grootvorst Paul Aleksandrovitsj van Rusland en diens tweede, morganatische vrouw Olga Karnovitsj. Hij was een bekend Russisch dichter. Hij werd in de Russische Revolutie door de bolsjewieken vermoord.

## Jeugd
Vladimir werd geboren, toen zijn ouders nog niet getrouwd waren, maar een affaire hadden. Paul Aleksandrovitsj was op jonge leeftijd weduwnaar geworden, toen zijn echtgenote Alexandra van Griekenland stierf. Hij was na haar overlijden een affaire begonnen met de niet-adellijke Olga, die indertijd getrouwd was met een van de officieren uit Paul’s regiment. Olga scheidde en Paul vroeg tsaar Nicolaas II om toestemming voor een huwelijk, maar de tsaar weigerde. Paul en Olga waren al ouders van Vladimir, toen ze in 1902 in Livorno, Italië, een morganatisch huwelijk sloten. Olga kreeg van prins-regent Luitpold van Beieren de adellijke titel “Gravin van Hohenfelsen”, waardoor Vladimir automatisch Graaf van Hohenfelsen werd. Paul, Olga en Vladimir gingen in ballingschap in Parijs wonen, waar het gezin uitgebreid werd met twee dochters: Irina en Natalia. Vladimir bracht dus zijn jeugd door in Parijs en later, toen zijn vader in 1915 weer welkom was aan het Russische hof, studeerde hij in Sint-Petersburg af aan de militaire school. Zijn moeder kreeg in 1915 van de tsaar de titel “Hare Doorluchtige Prinses Palej”, waardoor Vladimir en zusjes die titel ook kregen.

## Russische Revolutie
Vladimir vocht tijdens de Eerste Wereldoorlog en kreeg later als ware oorlogsheld een onderscheiding. Ook was hij een bekende dichter en schrijver: hij had twee dichtbundels gepubliceerd en verscheidene toneelstukken en essays geschreven. In de zomer van 1917 werden hij en zijn familie onder huisarrest geplaatst vanwege een gedicht over de politicus Aleksandr Kerenski, dat Vladimir geschreven had. Dit was echter van korte duur.
Toch maakte dit de situatie voor Vladimir en zijn familie niet minder erg: tijdens de Eerste Wereldoorlog was de Russische Revolutie begonnen en werden meerdere leden van de keizerlijke familie vermoord. Toen de macht in maart 1917 door de bolsjewieken werd overgenomen, waren Paul, Olga en hun kinderen op de vlucht geslagen. Vladimir werd in maart 1918 gevangengenomen en verbannen naar Kirov en later via Jekaterinenburg naar Alapajevsk. In Alapajevsk werd hij uiteindelijk vermoord met een aantal andere familieleden. 
Later werd ook zijn vader vermoord. Zijn moeder, zusjes, halfzus Marie en halfbroer Dimitri wisten de revolutie te overleven.
- Gemeinsame Normdatei: 133153541
- International Standard Name Identifier: 0000 0000 3398 5994
- Library of Congress Control Number: n97041029
- Nationale Bibliotheek van Letland: 000152984
- Nederlandse Thesaurus van Auteursnamen: 154055913
- Système universitaire de documentation: 16183194X
- Virtual International Authority File: 60262356
- WorldCat: E39PBJqk9j64Tv3PXK9bqv8DMP